# Tillysee
Der Tillysee ist ein Binnensee im Landkreis Oldenburg, in der Nähe der südlichen Stadtgrenze der Stadt Oldenburg. Er gehört zur Gemeinde Wardenburg.

## Beschreibung
Der See liegt rund einen Kilometer südöstlich der Ortschaft Tungeln und rund 1,2 Kilometer nordöstlich der Ortschaft Wardenburg unmittelbar westlich der Hunte. Die nächstgelegenen, allerdings sehr kleinen, Dörfer sind die kleine Siedlung Südheide, rund 500 Meter westlich des Westufers sowie Bei der Iburg unmittelbar am Südufer.
Die Wasserfläche beträgt 11,3 Hektar und der Seeumfang rund 1,3 Kilometer. Von relativ regelmäßiger Gestalt beträgt der Abstand von diesseitigen zum jenseitigen Ufer zwischen 300 und maximal 500 Metern.
Der See liegt in nur rund drei Meter über NN Seehöhe, damit rund drei Meter niedriger als die nahe, an dieser Stelle eingedeichte, Hunte, in die er folglicherweise nicht unmittelbar entwässert. Unmittelbar westlich des Sees liegt ein rund 14 Hektar großes Waldgebiet. Südwestlich des Tillysees liegt der Tillyhügel. See und Hügel wurden nach dem Heerführer und Feldherren des Dreißigjährigen Krieges Johann T’Serclaes von Tilly benannt.
Der Tillysee gehört zur Hälfte dem Fischereiverein Wardenburg e. V. und zur anderen Hälfte dem Naturschutzbund.

## Umgang mit dem Badeverbot
Das Baden ist im See offiziell verboten. Gleichwohl ist das Gewässer inoffiziell ein beliebter Badesee für die Anwohner und die Bewohner des südlichen Oldenburg (Stadtteil Kreyenbrück, Bümmerstede u. a.). Eine geregelte Müllentsorgung und sanitäre Anlagen gibt es nicht, in Internetforen wird über teils massive Müllprobleme im Liegewiesenbereich berichtet. Im Juli 2013 ist ein 30-Jähriger von einer Schaumstoffmatte ins Wasser gerutscht und ertrunken.

## Bildergalerie

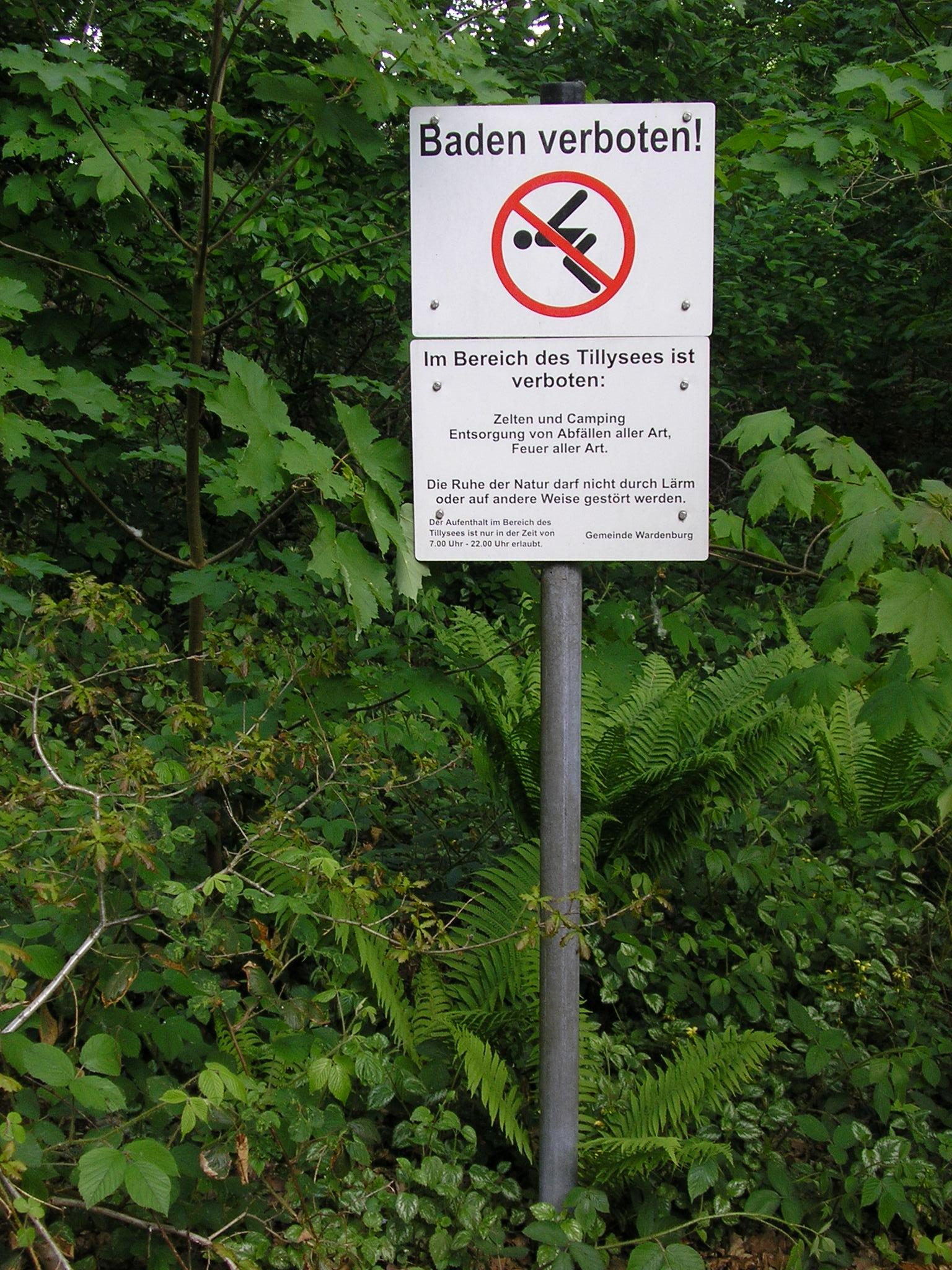
Verbotstafel am Tillysee
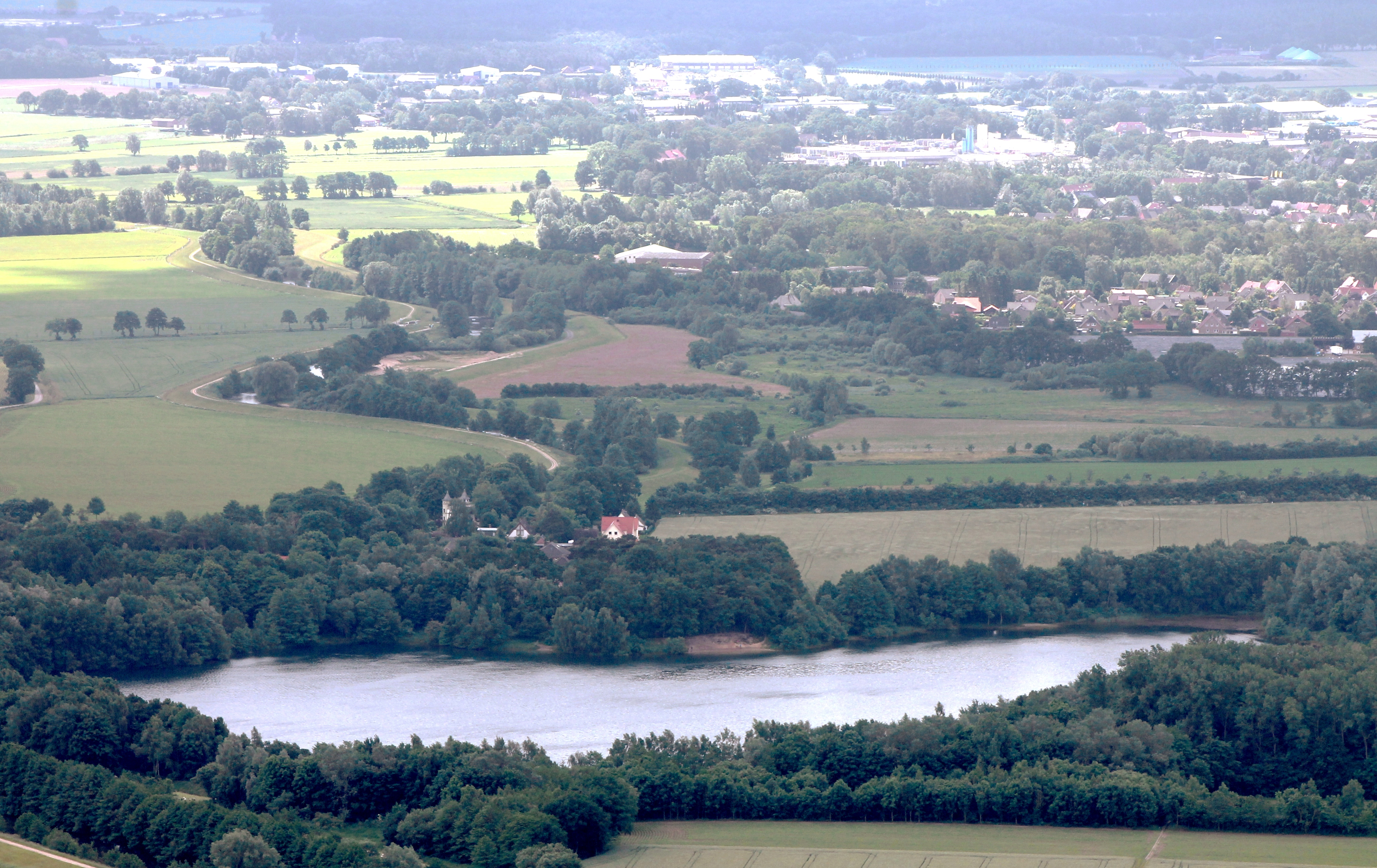
Luftaufnahme des Tillysees, Blickrichtung Südwesten